# Kira Noir
Kira Noir, née le 16 juillet 1994 à San Marino, en Californie, est une actrice pornographique américaine. Elle a commencé sa carrière d’actrice professionnelle en 2014 à l’âge de 20 ans.

## Biographie

### Jeunesse
Kira Noir est née à San Marino en Californie. Son père faisant partie de l'US Navy, elle déménage souvent durant son enfance. Après que ses parents se sont séparés, elle déménage à Nashville avec sa mère et sa sœur, c’est donc là-bas qu’elle passera la majeure partie de son enfance. Après avoir obtenu son diplôme d’études secondaires, elle déménage dans le Missouri pour s’installer à Saint-Louis.

### Carrière
En 2012,  à l’âge de 18 ans, Kira Noir commence à publier des photos d’elle nue sur le site Tumblr. Au même moment, elle commence à travailler comme stripteaseuse au Hustler Club de Larry Flynt à East Saint Louis,. À la fin 2014, elle rencontre au Hustler Club l’acteur gay et agent de star Jack Spade accompagné de Bonnie Rotten qui est, alors, l'interprète féminine de l’année en titre. C’est après avoir rencontré Bonnie Rotten au club que Kira Noir décide de devenir actrice pornographique,. Elle s’envole peu après pour Los Angeles pour rejoindre les rangs de l’agence NeuModels de Jack Spade. Sa première scène a eu lieu avec Damon Dice pour la ligne Black GF’s de Reality Kings. Intitulée Sweet Cookie, la scène a été publiée le 17 février 2015,.
Elle choisit comme nom de scène « Kira » en référence au manga Death Note, dont l’un des personnages se nomme « Killa » mais qui en japonais se prononce « Kira ». Pour le nom de famille, elle souhaitait s’appeler « Black » en référence à son style vestimentaire gothique, mais trouvant que cela se rapprochait trop du pseudonyme de l’actrice Tori Black, elle chercha la traduction en français, ce qui donne : « Noir ». Kira Noir est restée chez NeuModels pendant environ 1 an avant de demander à Spade des conseils sur la façon dont elle pourrait aller plus loin dans sa carrière. Jack Spade expliquera qu’il traversait une période difficile de sa vie à l’époque où Kira Noir a rejoint son agence et qu’il n’était pas mesure de se concentrer sur la construction de sa carrière comme elle le méritait. En faisant ce constat, Jack Spade donna le numéro de Mark Spiegler, le célèbre agent des stars du porno, à Noir qui le contacta,. À la suite de cette prise de contact, elle rencontra Mark Spiegler qui l’engagera dans son agence.
Dès janvier 2017, soit environ 2 ans après le début de sa carrière, elle connaît ses premières nominations aux AVN Awards et XBIZ Awards, notamment pour le prix de la meilleure nouvelle starlette. Ce même mois, elle est élue « fille du mois » du mois de janvier pour le site girlsway,.
En 2018, elle est « couronnée » Vixen Angel pour le site Vixen.com de Greg Lansky. Kira Noir démarre ensuite l’année 2019 en recevant la première récompense de sa carrière lors de la 36e cérémonie des AVN Awards en remportant le prix de la meilleure scène de sexe en groupe. Prix qu’elle partage notamment avec Mick Blue, Tori Black, Mia Malkova, Vicki Chase, Ryan Driller, Jessa Rhodes, Angela White, Abella Danger, Ana Foxxx, Ricky Johnson, Bambino, Alex Jones pour le film After Dark. Au mois de novembre 2019, elle est élue « Cherry of the month » pour le site CherryPimps. Elle est également au casting avec Jade Baker de la série Girlsway Bachelorette avec, en vedette, Charlotte Stokely.
Elle reçoit en 2020 son premier XBIZ Awards dans la catégorie : meilleure scène de sexe parodique avec Jane Wilde, Kenzie Reeves et Small Hands pour 3 Cheers for Satan de Burning Angel. En novembre de la même année, elle devient ambassadrice de la marque du site pornographique Pornhub. En 2021, elle co-anime avec Skyler Lo la 38e cérémonie des AVN Awards. Elle remporte par la même occasion 2 prix, à savoir le prix de la meilleure actrice dans un second rôle pour Primary d’Erika Lust et le prix de l’entreprise grand public de l'année (Mainstream Venture of The Year). Elle est également à l’affiche de Casey: A True Story de Joana Angel pour lequel elle reçoit le prix de la meilleure actrice dans un second rôle lors de la 39e cérémonie des AVN Awards en janvier 2022.
En 2023, lors de la 40e cérémonie des AVN Awards, elle entre dans l’histoire des AVN Awards en devenant la première interprète noire à remporter le prestigieux prix de l’interprète féminine de l’année en 31 ans d’existence.

## Popularité
Kira Noir a travaillé avec les studios les plus renommés de l’industrie comme : New Sensation, Girlsway, Blacked, Vixen, Evil Angel, AllHerLuv, Sweetheart Video, Girlfriends Film, entre autres. Elle comptabilise plus de 200 millions de vues de ses vidéos sur Pornhub. Avec plus de 670 000 abonnés sur Twitter, plus de 690 000 sur Instagram et 350 000 sur OnlyFans, elle confirme sa popularité dans l’industrie.
En février 2022, la marque de sextoys pour hommes Fleshlight annonce sortir un masturbateur pour homme à son effigie,.

## Vie privée
Avant de devenir actrice, elle a été mariée pendant 2 ans, de ses 18 ans à ses 20 ans.

## Récompenses

### 2019
- AVN Awards[7] : Meilleure scène de sexe en groupe

### 2020
- XBIZ Awards[19] : Meilleure scène de sexe parodique

### 2021
- AVN Awards[20] : Meilleure actrice dans un second rôle, et Mainstream Venture of The Year
- XBIZ Awards[21] : Meilleure scène de sexe trans

### 2022
- AVN Awards[22] : Meilleure actrice dans un second rôle

### 2023
- AVN Awards[23] : Interprète féminine de l'année, et Meilleure actrice dans un second rôle
- XBIZ Awards[24] : meilleure scène de sexe trans

## Filmographie partielle
- 2015 : This Ain’t American Horror Story XXX (Hustler Video)
- 2015 : Hungry Assoles (Evil Angel)
- 2016 : Lesbian Beauties 16 : Interracial (SweetHeartVideo)
- 2016 : Girls Kissing Girls 19 (SweetHeartVideo)
- 2017 : Horny Black Amateurs (Reality Kings)
- 2017 : The Candidate (SweetHeartVideo)
- 2017 : Interracial Nation (Wicked Pictures)
- 2018 : After Dark (Vixen)
- 2018 : Hardcore Gangbang 6 : SalaciousSluts (Kink)
- 2019 : Bachelorette (Girlsway)
- 2019 : The Path To Forgiveness (AllHerLuv)
- 2019 : Threesome Fantasies 5 (Vixen)
- 2019 : 3 Cheers For Satan (Joanna Angel)
- 2020 : Girlcore Season 2 Vol 1 (Adult Time)
- 2020 : Primary (Lust Cinema)
- 2020 : Sweet Sweet Sally Mae (Adult Time)
- 2021 : Casey : A True Story (Adult Time)
- 2021 : Views (Tushy)
- 2022 : Sorrow Bay (Lust Cinema)